# 澤戈瓦
澤戈瓦（法語：Zégoua），是馬里的城鎮，位於該國南部，由錫卡索區的卡迪奧羅省負責管轄，面積449平方公里，海拔高度368米，2009年人口30,636，人口密度每平方公里68.23人。